# Brognard
Brognard település Franciaországban, Doubs megyében. Lakosainak száma 477 fő (2022. január 1.). Brognard Dambenois, Nommay és Vieux-Charmont községekkel határos.

## Népesség
A település népességének változása:
| Lakosok száma | 254  | 275  | 424  | 433  | 450  | 476  | 481  | 478  | 478  | 477  |
|               | 1968 | 1982 | 1990 | 2006 | 2013 | 2015 | 2017 | 2019 | 2020 | 2022 |